# Helena Mikołajczyk
Helena Mikołajczyk (* 22. Mai 1968 in Mszana Dolna) ist eine frühere polnische Biathletin.
Helena Mikołajczyk war für Legia Zakopane aktiv. Seit Anfang der 1990er Jahre nahm sie an Rennen des Biathlon-Weltcups teil, konnte hier jedoch nie in die Punkteränge laufen. Bestes Ergebnis in dieser Wettkampfklasse war 1993 ein 30. Platz in einem Sprintrennen in Oberhof. Nach diesem Rennen nahm sie in Borowez das einzige Mal an Biathlon-Weltmeisterschaften teil und erreichte an der Seite von Zofia Kiełpińska, Krystyna Liberda und Sylwia Szelest Platz 14. im Staffelrennen. Mit Kiełpińska, Liberda und Anna Stera gewann sie hinter den Vertretungen aus Frankreich und Belarus Bronze im Mannschaftswettbewerb. Karriereabschluss und Höhepunkt wurde für Mikołajczyk die Teilnahme an den Olympischen Winterspielen 1994. Sie wurde bei den Wettkämpfen in Lillehammer 52. des Einzels und mit Stera, Agata Suszka und Halina Pitoń elfte im Staffelwettbewerb. 1993 gewann sie den Titel im Einzel bei den Polnischen Meisterschaften.

## Bilanz im Biathlon-Weltcup
Die Tabelle zeigt alle Platzierungen (je nach Austragungsjahr einschließlich Olympische Spiele und Weltmeisterschaften).
- 1.–3. Platz: Anzahl der Podiumsplatzierungen
- Top 10: Anzahl der Platzierungen unter den ersten zehn (einschließlich Podium)
- Punkteränge: Anzahl der Platzierungen innerhalb der Punkteränge (einschließlich Podium und Top 10)
- Starts: Anzahl gelaufener Rennen in der jeweiligen Disziplin

| Platzierung                | Einzel | Sprint | Verfolgung | Massenstart | Team | Staffel | Gesamt |
| -------------------------- | ------ | ------ | ---------- | ----------- | ---- | ------- | ------ |
| 1. Platz                   |        |        |            |             |      |         |        |
| 2. Platz                   |        |        |            |             |      |         |        |
| 3. Platz                   |        |        |            |             | 1    |         | 1      |
| Top 10                     |        |        |            |             | 1    |         | 1      |
| Punkteränge                |        |        |            |             | 1    | 2       | 3      |
| Starts                     | 6      | 6      |            |             | 1    | 2       | 15     |
| Stand: Daten unvollständig |        |        |            |             |      |         |        |